# Palillo de cóctel

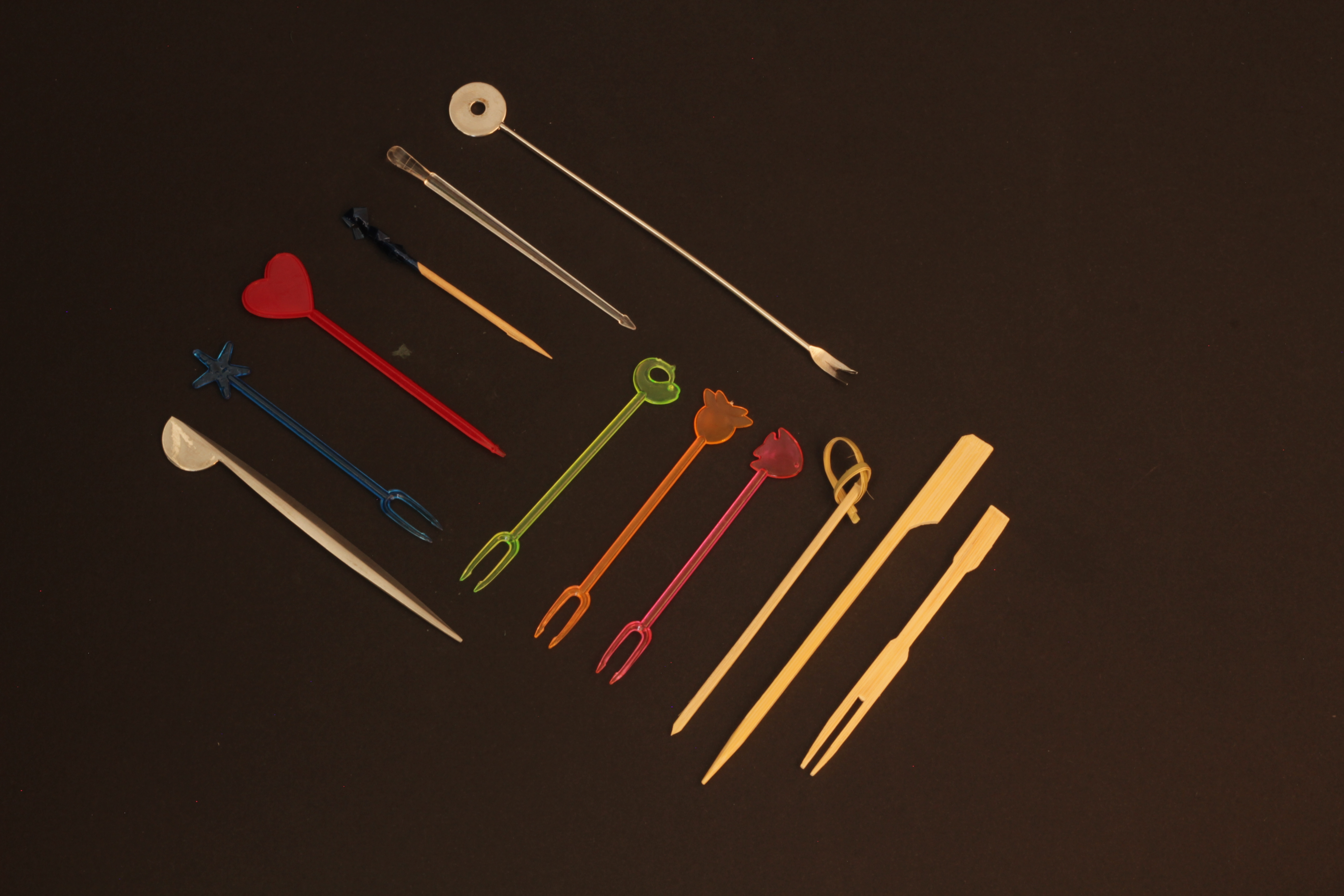
Variedad de palillos de cóctel.

Un palillo de cóctel es un palillo cilíndrico corto, hecho de madera, que acaba en una punta algo afilada en sus dos extremos. Se utiliza principalmente como pincho para agarrar trozos de fruta o elementos decorativos (cerezas...) en cócteles y también para servir comidas (como pequeñas salchichas de cóctel, daditos de queso o trozos de piña) en las fiestas.